# Brady Bond
Brady Bonds sind in US-Dollar denominierte Anleihen, welche hauptsächlich durch lateinamerikanische Schuldnerländer in den 1980er Jahren emittiert wurden. Ihr Name leitet sich vom ehemaligen US-amerikanischen Finanzminister Nicholas F. Brady ab. Das Gesamtkonzept wird als Brady-Plan bezeichnet.

## Geschichte
Nachdem in den 1980er Jahren viele, insbesondere lateinamerikanische Entwicklungsländer ihre Auslandsschulden nicht mehr bedienen konnten (siehe Lateinamerikanische Schuldenkrise), wurde im März 1989 das Instrument der Brady Bonds geschaffen, um diese Darlehensschulden (teilweise mit einem Abschlag; siehe Typen) in handelbare Schuldverschreibungen zu konvertieren (eine Art der Kreditverbriefung), welche wiederum in der Regel – wenn auch nicht immer – durch US-Treasury-Null-Kupon-Anleihen (d. h. ohne Zinskupon) besichert wurden. Der Erwerb dieser Null-Kupon-Anleihen durch die jeweiligen Schuldnerländer erfolgte unter Verwendung von Mitteln des Internationalen Währungsfonds, der Weltbank und aus eigenen Devisenreserven der Länder. Durch diese Besicherung der Brady Bonds konnten diese an den Markt gebracht werden. Die Brady Bonds hatten einen eigenen Zinskupon mit verschiedenen Zinssatzoptionen (Festsatz, variabler Zinssatz, Step-up etc.) und eine Laufzeit zwischen 10 und 30 Jahren.
Zu dieser Zeit war der Markt für Staatsschulden noch relativ klein und illiquide. Die Standardisierung von Schulden bonitätsschwacher Staaten erleichterte die Festsetzung der Risikoprämien und den Handel der Anleihen. Weil die Brady Bonds besichert waren, wurden sie für die Gläubiger (insbesondere kommerzielle Banken) werthaltiger als die Originalschulden. Durch die Handelbarkeit waren die Banken in der Lage, die Schulden aus ihren Bilanzen herauszubekommen (ggf. durch Verkauf) und somit das Klumpenrisiko in diesen Märkten zu vermindern.
Folgende Länder nahmen an der ersten Runde der Brady-Bond-Emission teil:
- Argentinien
- Brasilien
- Bulgarien
- Costa Rica
- Dominikanische Republik
- Ecuador
- Mexiko
- Marokko
- Nigeria
- Philippinen
- Polen
- Uruguay.

## Typen
Es gibt zwei Haupttypen von Brady Bonds:
- Par bonds: diese wurden zum selben Nominalbetrag wie der originäre Kredit emittiert, aber der Kupon dieser Anleihen lag unter der marktüblichen Verzinsung; dabei waren Kapitalforderung und Zinszahlung üblicherweise garantiert.
- Discount bonds: diese wurden mit einem Abschlag (discount) auf den originären Kreditbetrag emittiert, aber der Kupon wies eine marktübliche Verzinsung auf; dabei waren Kapitalforderung und Zinszahlung üblicherweise garantiert.

Es wurde also bei diesen Formen der Brady Bonds in irgendeiner Form seitens der Gläubiger ein Nachlass (haircut) gewährt, sei es durch einen Abschlag auf den Nominalbetrag oder durch eine niedrigere Verzinsung.
Andere, weniger übliche Typen waren: front-loaded interest-reduction bonds (FLIRB), new-money bonds, debt-conversion bonds (DCB), und past-due interest bonds (PDI).

## Aktueller Stand
Obwohl der Brady-Bond-Restrukturierungs-Prozess in den 1990er Jahren abgeschlossen wurde, sind viele Innovationen, die hiermit eingeführt wurden (z. B. "stepped" Kupons oder Par- bzw. Discount-Optionen) auch später bei anderen Umschuldungsverhandlungen von Staatsschulden verwendet worden, so z. B. in Russland oder Ecuador. Dabei war Ecuador 1999 das erste Land, welches wiederum die eigentlichen Brady Bonds nicht mehr bedienen konnte. Mexiko hingegen war 2003 das erste Land, das seine Brady-Bond-Schulden vollständig getilgt hatte.